# Nina Hoss

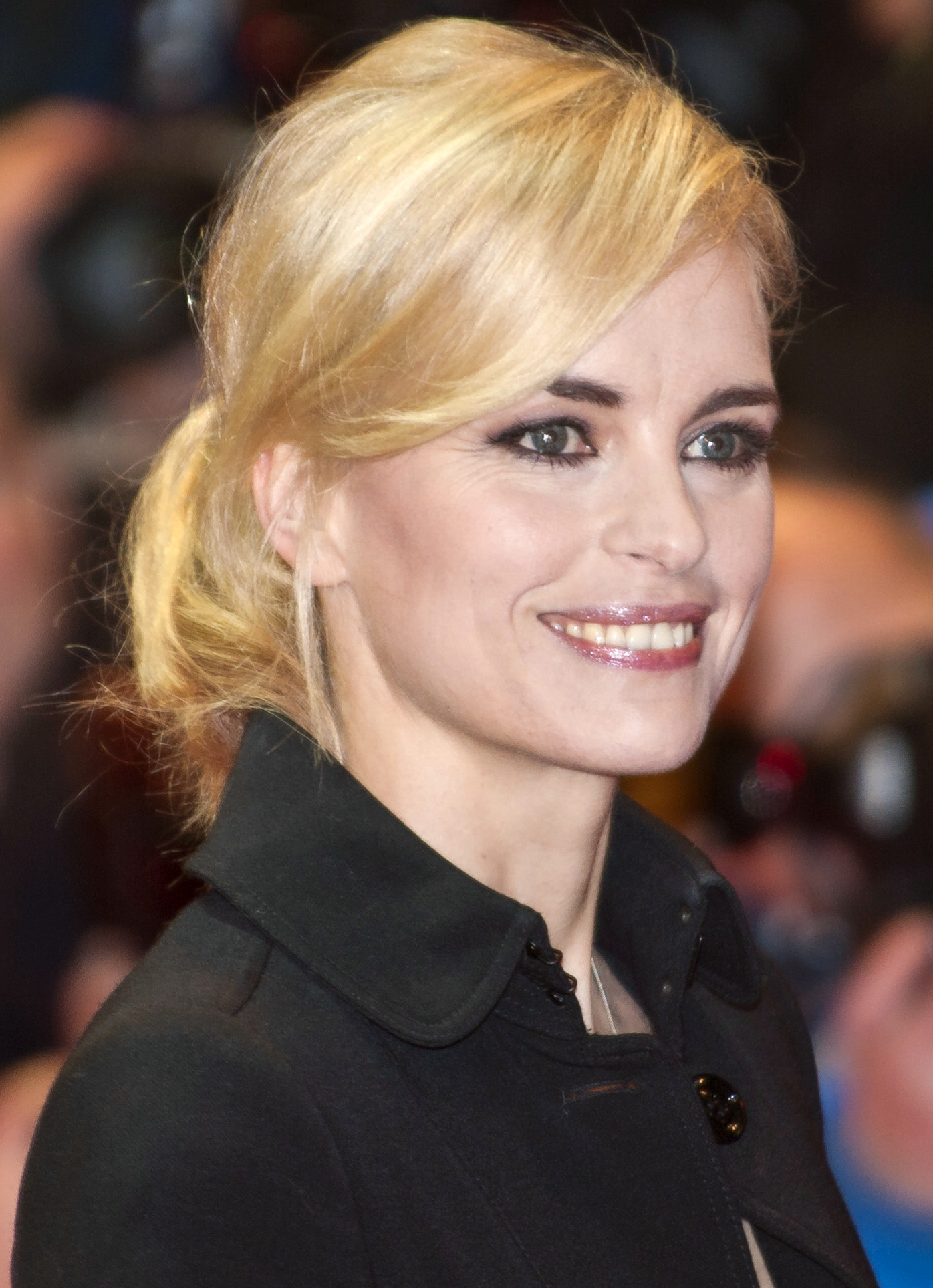
Nina Hoss în 2011

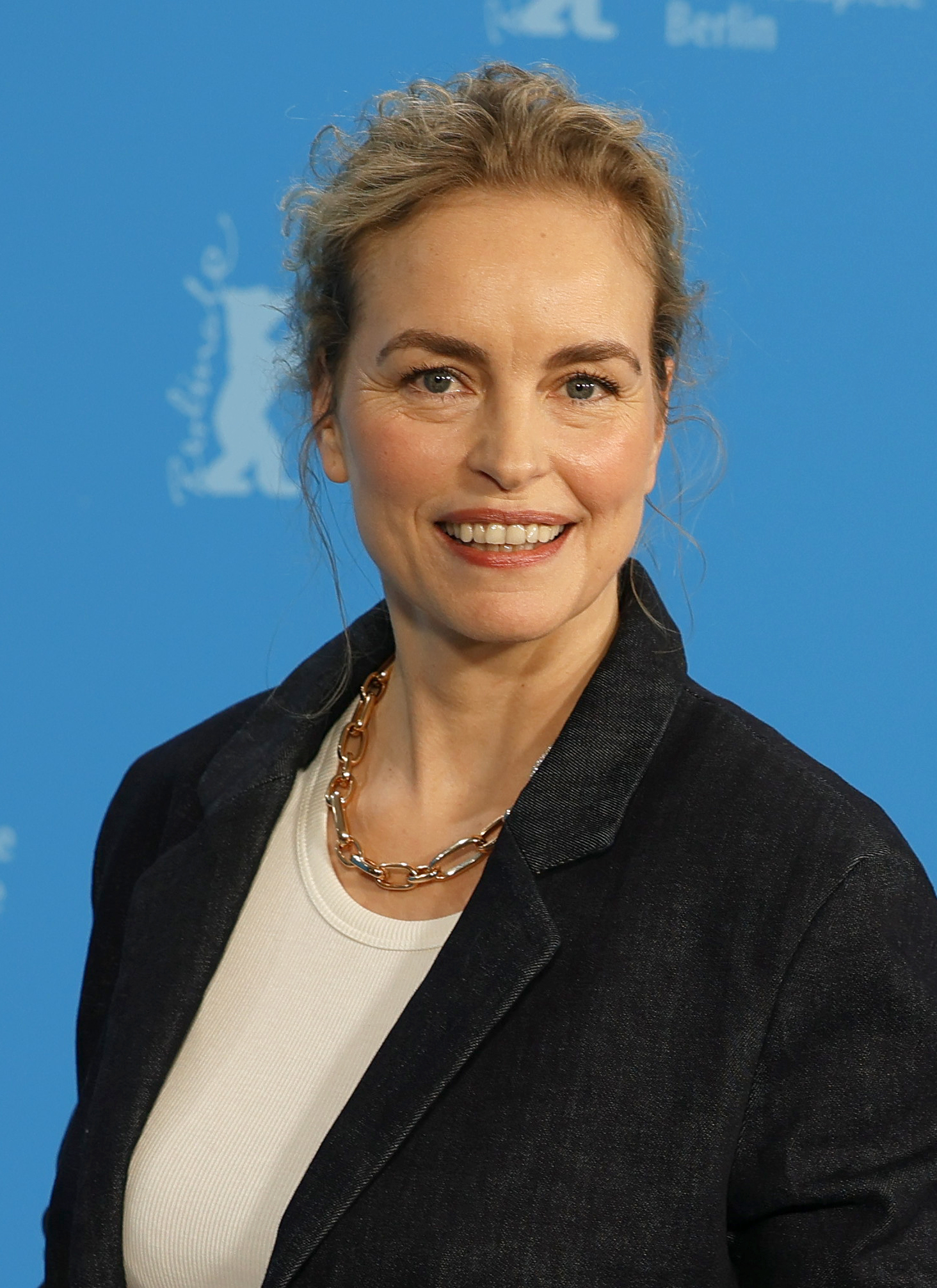
Nina Hoss în 2024

Nina Hoss (n. 7 iulie 1975, Stuttgart, RFG) este o actriță germană.

## Date biografice
Hoss provine dintr-o familie cu vederi liberale. Tatăl ei, Willi Hoss, a fost un sindicalist și politician german, membru al Partidului Comunist German și al partidului Verzilor. Mama ei, Heidemarie Rohweder, a fost actriță la Teatrul de stat din Stuttgart. Tânăra Nina, pe lângă activitatea ca actriță, este angajată din punct de vedere social.

## Filmografie
- 1996 Und keiner weint mir nach, regia Joseph Vilsmaier
- 1996 Rosemarie (Das Mädchen Rosemarie, film TV), regia Bernd Eichinger
- 1998 Liebe deine Nächste!, regia Detlev Buck
- 1998 Feuerreiter, regia Nina Grosse
- 1999 Der Vulkan, regia Ottokar Runze
- 2000 Die Geiseln von Costa Rica (film TV), regia Uwe Janson
- 2002 Emilia Galotti (film TV), regia Michael Thalheimer
- 2002 Toter Mann (film TV), regia Christian Petzold
- 2002 Nackt, regia Doris Dörrie
- 2002 Epsteins Nacht, regia Urs Egger
- 2003 Leonce und Lena (film TV), regia Robert Wilson
- 2007 Yella, regia Christian Petzold
- 2009 Jerichow, regia Christian Petzold
- 2013 Gold, regia Thomas Arslan
- 2014 A Most Wanted Man (Regie: Anton Corbijn)
- 2014 Phoenix, regia Christian Petzold
- 2016 Geschichte einer Liebe – Freya, regia Antje Starost
- 2017 Rückkehr nach Montauk (Return to Montauk), regia Volker Schlöndorff
- 2019 Pelikanblut, regia Katrin Gebbe
- 2019 Das Vorspiel, regia Ina Weisse
- 2020 Surioara (Schwesterlein), regia Stéphanie Chuat, Véronique Reymond
- 2022 The Contractor, regia Tarik Saleh
- 2022 Tár, regia Todd Field
- 2024 Langue Étrangère, regia Claire Burger

## Teatru
- 1989: Ich lieb' dich, ich lieb' dich nicht, Theater im Westen, Stuttgart
- 1991: Häuptling Abendwind, Theater im Westen, Stuttgart
- 1997: Happy End, Ernst-Busch-Schule Berlin
- 1997: Black Rider, Landesbühne Esslingen
- 1997: Drei große Frauen, Landesbühne Esslingen
- 1998: Torquato Tasso, Deutsches Theater Berlin
- 1999: Der Mann, der noch keiner Frau Blöße entdeckte, Deutsches Theater Berlin
- 1999: Minna von Barnhelm, Deutsches Theater Berlin
- 1999: Der blaue Vogel, Deutsches Theater Berlin
- 2000: Don Karlos, Deutsches Theater Berlin
- 2000: Verratenes Volk, Deutsches Theater Berlin
- 2001: Emilia Galotti, Deutsches Theater Berlin
- 2001: Zigarren, Berliner Ensemble
- 2002: Unerwartete Rückkehr, Berliner Ensemble / Schauspielhaus Bochum
- 2003: Einsame Menschen, Deutsches Theater Berlin
- 2003: Leonce und Lena, Berliner Ensemble
- 2005: Faust II, Deutsches Theater Berlin
- 2005: Jedermann, Salzburger Festspiele
- 2005: Minna von Barnhelm, Deutsches Theater Berlin
- 2006: Medea, Deutsches Theater Berlin
- 2008: Groß und klein, Deutsches Theater Berlin
- 2008: Die Präsidentinnen, Deutsches Theater Berlin
- 2009: Der einsame Weg, Deutsches Theater Berlin
- 2009: Öl (Lukas Bärfuss), Deutsches Theater Berlin
- 2010: Was ihr wollt, Schauspielhaus Zürich (regie Robert Wilson]])
- 2003: Wolfsburg (TV, regie: Christian Petzold)
- 2004: Surorile Bloch (TV, regie: Edward Berger)
- 2005: Die weiße Massai (regie: Hermine Huntgeburth)
- 2006: Leben mit Hannah (numit și: Hannah, regie: Erica von Moeller)
- 2006: Elementarteilchen (regie: Oskar Roehler)
- 2007: Yella (regie: Christian Petzold)
- 2007: Das Herz ist ein dunkler Wald (regie: Nicolette Krebitz)
- 2008: Die Frau des Anarchisten (regie: Marie Noëlle și Peter Sehr)
- 2008: Anonyma – Eine Frau in Berlin (regie: Max Färberböck)
- 2009: Jerichow (regie: Christian Petzold)